# Campeonato de Francia de Rugby 15 1924-25
El Campeonato de Francia de Rugby 15 1924-25 fue la 29.ª edición del Campeonato francés de rugby, la principal competencia del rugby galo.
El campeón del torneo fue el equipo de US Perpignan quienes obtuvieron su tercer campeonato.

## Desarrollo

### Primera Fase
- Grupo A
  - Toulouse 11 pts
  - Stade Français 10 pts
  - Arlequins Perpignan 9 pts
  - Stade hendayais 5 pts
  - Agen 5 pts
- Grupo B
  - SA Bordeaux 10 pts
  - US Perpignan 9 pts,
  - Toulouse Olimpyque EC 8 pts
  - Pau 7 pts
  - Périgueux 7 pts
- Grupo C
  - Stadoceste 10 pts
  - Albi 9 pts
  - AS Bayonne 8 pts,
  - Toulon 8 pts
  - La Teste 4 pts
- Grupo D
  - Grenoble 12 pts,
  -  Mazamet 8 pts,
  - Stade Bagnères 8 pts,
  - Béziers 8 pts
  - Soustons 4 pts
- Grupo E
  - Carcassone 10 pts
  - Bayonne 10 pts
  - Begles 10 pts
  - Angoulême 6 pts
  - Limoges 4 pts
- Grupo F
  - Narbonne 12 pts,
  - Racing 10 pts
  - SO Avignon 7 pts,
  - Boucau 6 pts,
  - US Cognac 6 pts

### Segunda Fase
| Equipo      | Puntos   |
| ----------- | -------- |
| Toulouse    | 6 puntos |
| Bayonne     | 4 puntos |
| Racing Club | 2 puntos |

| Equipo         | Puntos   |
| -------------- | -------- |
| Tarbes         | 5 puntos |
| Perpignan      | 5 puntos |
| Stade Français | 2 puntos |

| Equipo   | Puntos   |
| -------- | -------- |
| Narbonne | 6 puntos |
| Albi     | 4 puntos |
| Grenoble | 2 puntos |

| Equipo      | Puntos   |
| ----------- | -------- |
| Carcassonne | 6 puntos |
| Mazamet     | 3 puntos |
| SA Bordeaux | 3 puntos |

### Semifinal
| 5 de abril de 1925 | Carcassonne | - | Toulouse | 3 - 0 | Bordeaux |

| 5 de abril de 1925  | Perpignan | - | Narbonne | 3 - 3  | Toulouse |
| 19 de abril de 1925 | Perpignan | - | Narbonne | 13 - 5 | Béziers  |

### Final
| 3 de mayo de 1925 | Carcassonne | 0 - 5   | US Perpignan | Parc Maraussan, Narbonne |  |
|                   |             | Reporte |              |                          |  |

| Bandera de Francia |
| Campeón Perpignan  |
| Tercer título      |